# Maciejów (powiat zduńskowolski)
Maciejów – wieś w Polsce położona w województwie łódzkim, w powiecie zduńskowolskim, w gminie Zduńska Wola. Miejscowość wchodzi w skład sołectwa Janiszewice.
W latach 1975–1998 miejscowość administracyjnie należała do województwa sieradzkiego.